# 張儉 (東漢)
張儉（115年—198年），字元节，東漢末年政治人物，山陽郡高平縣（今山東省鄒城市）人。因黨錮之禍，被迫逃亡，人甚重之，眾多門閥名士因收留他而獲罪被殺，包含孔融之兄長孔褒。

## 生平
赵王张耳的后代，父张成，任江夏郡太守（約今日湖北省武漢一帶）。張儉最初被荐举为茂才，因薦舉他的刺史操守不良，稱病不就。
延熹八年，太守翟超任他為东部督邮。張儉因宦官侯覽作惡多端，彈劾侯覽及其母亲，请诛侯览。侯覽心思報復。漢靈帝建寧二年（169年），張儉家趕走了一個僕人朱并。侯覽利用朱并，誣告張儉跟同鄉二十四個人結黨，誹謗朝廷，企圖造反。侯覽“刊章討捕”，發出通緝令，張儉不得不被迫逃亡。
当时的人们，都敬佩張儉的为人。张俭在逃亡的路途上，看见人家就前往投宿（“望门投止”），每一家都願意冒族誅之祸而收留他，因收留他而被公家追究處死的，前后有数十家之多。
張儉來到孔融家。要投奔孔融大哥孔褒，但孔褒恰巧不在，只有孔融在家。孔融便幫助張儉藏身，事發，張儉逃亡，孔家兄弟爭著接受死刑，最後由大哥孔褒頂罪。
張儉仍無處藏身。幾經流轉，張儉逃到東萊（今山東掖縣），藏在好友李篤家裡，黃令毛欽率兵到李篤家搜捕，李篤對毛欽說：“張儉知名天下，而亡非其罪。縱儉可得，寧忍執之乎？”毛钦很敬重张俭，但他有命在身，說：“蘧伯玉以獨自當君子為可恥，足下怎能以仁義自專？”李笃曰：“笃虽好义，明廷今日载其半矣（明廷即毛欽，意謂毛欽也可分到一半的仁義）。”毛钦叹息而去。李篤不敢久留張儉，暗地裡把他经渔阳（今北京一帶）送到塞外。
直到中平元年（184年），“党锢之禍”结束，张俭才得以重归故里，許多達官政要爭相聘之，皆不就，漢献帝初年，百姓饥荒，張儉捐獻家產，養活鄉里數百人。
建安初年，徵为卫尉，不得已而起。俭见曹氏有取代汉朝的野心（世德已萌），乃阖门悬车，不豫政事。年餘，卒於许昌。
張儉、岑晊、劉表、陳翔、孔昱、苑康、檀敷、翟超八人，人稱八及，即能引導他人追隨、眾人所宗仰的賢人。
| 東漢八及 | 張儉 · 岑晊 · 刘表 · 檀敷 · 陳翔 · 孔昱 · 苑康 · 翟超 |

## 延伸阅读
Module:Wikisource_further_reading第46行Lua错误：attempt to concatenate local 'id' (a nil value)